# Washington (North Carolina)
Washington ist eine City im US-Bundesstaat North Carolina. Sie ist Verwaltungssitz des Beaufort County und gehört zur Inner Banks. Das U.S. Census Bureau ermittelte bei der Volkszählung 2020 eine Einwohnerzahl von 9875.
Die nächstgrößere Stadt ist Greenville, das etwa 32 Kilometer westlich liegt.
Washington war zu seiner Gründung 1776 die erste Stadt, welche nach George Washington, dem ersten Präsidenten der USA, benannt wurde.

## Demographische Daten
Zur Volkszählung 2000 lebten in Washington 9583 Menschen in 3968 Haushalten und 2468 Familien. Ethnisch betrachtet setzt sich die Bevölkerung aus 51,8 Prozent weißer Bevölkerung, 45,5 Prozent Afroamerikanern, 0,5 Prozent asiatischen Amerikanern,  sowie anderen kleineren oder mehreren Gruppen zusammen. 2,72 Prozent der Einwohner zählen sich zu den Hispanics.
In 28,6 % der 3698 Haushalte leben Kinder unter 18 Jahren, in 37,7 % leben verheiratete Ehepaare, in 21,2 % leben weibliche Singles und 37,8 % sind keine familiären Haushalte. 33,5 % aller Haushalte bestehen ausschließlich aus einer einzelnen Person und in 15,3 % leben Alleinstehende über 65 Jahre. Die durchschnittliche Haushaltsgröße liegt bei 2,30 Personen, die von Familien bei 2,93.
Auf die gesamte Stadt bezogen setzt sich die Bevölkerung zusammen aus 24,7 % Einwohnern unter 18 Jahren, 8,6 % zwischen 18 und 24 Jahren, 24,5 % zwischen 25 und 44 Jahren, 22,6 % zwischen 45 und 64 Jahren und 19,6 % über 65 Jahren. Der Median beträgt 40 Jahre. Etwa 58,5 % der Bevölkerung über 18 Jahren ist weiblich.
Der Median des Einkommens eines Haushaltes beträgt 22.057 USD, der einer Familie 30.280 USD. Das Pro-Kopf-Einkommen liegt bei 14.319 USD. Etwa 28,7 % der Bevölkerung und 23,3 % der Familien leben unterhalb der Armutsgrenze.

## Verkehr
Wichtige Verkehrsstraßen durch Washington sind die U.S. Route 264, welche die Stadt von Westen nach Osten durchläuft, sowie die U.S Route 17, welche von Norden nach Süden durch die Stadt führt und den Pamlico River überquert.

## Söhne und Töchter der Stadt
- Daniel Fowle (1831–1891), Politiker
- Susan Dimock (1847–1875), Ärztin
- John Humphrey Small (1858–1946), Politiker
- Josephus Daniels (1862–1948), Verleger und Politiker
- William C. de Mille (1878–1955), Bühnenautor und Regisseur
- Lindsay Carter Warren (1889–1976), Politiker
- Herbert Covington Bonner (1891–1965), Politiker
- Murray Hamilton (1923–1986), Schauspieler
- Ralph Biggs (* 1976), belgisch-US-amerikanischer Basketballspieler